# Helmut Vogt (Historiker)
Helmut Vogt (* 1951) ist ein deutscher Lehrer und Historiker mit Schwerpunkt auf Wirtschafts- und Regionalgeschichte.

## Leben
Vogt wurde 1978 zum Dr. phil. promoviert. Er ist Autor zahlreicher Bücher, Aufsätze, Zeitungs- und Internetbeiträge zur Rheinischen Regionalgeschichte – zum Teil im Auftrage der Stadt Bonn –, zur Sozial-, Wirtschafts- und Unternehmensgeschichte sowie der Frühgeschichte der Bundesrepublik Deutschland und ihrer Institutionen.:4 Ein besonderer Schwerpunkt liegt auf der „Archäologie“ der Bundesrepublik in der jungen Bundeshauptstadt Bonn. 1999 begann er, unterstützt und ermutigt durch den Historiker Rudolf Morsey, mit der Erforschung der Alliierten Hohen Kommission (1949–1955) als Institution und ihrem Wirken auf Ebene des Gesamtstaates – ein zuvor kaum bearbeiteter Gegenstand.:10
Vogt unterrichtete zuletzt an der Kaiserin-Theophanu-Schule, einem Gymnasium in Köln-Kalk. Er wohnt seit längerem im Bonner Stadtbezirk Beuel.

## Schriften (Auswahl)
- Bonn im Bombenkrieg: zeitgenössische Aufzeichnungen und Erinnerungsberichte von Augenzeugen. (=Stadtarchiv und Wissenschaftliche Stadtbibliothek (Bonn): Veröffentlichungen des Stadtarchivs Bonn, Band 42) Edition Röhrscheid, Bonn 1989, ISBN 3-7928-0585-5.
- Die Beueler Jutespinnerei und ihre Arbeiter 1868–1961: ein Beitrag zur Industriegeschichte des Bonner Raumes. (=Stadtarchiv und Wissenschaftliche Stadtbibliothek (Bonn): Veröffentlichungen des Stadtarchivs Bonn, Band 46) Bouvier, Bonn 1990, ISBN 3-416-80601-8.
- Die Wirtschaftsregion Bonn, Rhein-Sieg im Industriezeitalter. Industrie- und Handelskammer Bonn, Bonn 1991, ISBN 3-88579-058-0.
- Stadt Bonn, Stadtarchiv (Hrsg.): „Der Herr Minister wohnt in einem Dienstwagen auf Gleis 4“: Die Anfänge des Bundes in Bonn 1949/50. Bonn 1999, ISBN 3-922832-21-0.
- Brückenköpfe: Die Anfänge der Landesvertretungen in Bonn 1949–1955. In: Rheinische Vierteljahrsblätter, ISSN 0035-4473, Jahrgang 64, 2000, S. 309–362. (online)
- Wächter der Bonner Republik: Die Alliierten Hohen Kommissare 1949–1955. Verlag Ferdinand Schöningh, Paderborn 2004, ISBN 3-506-70139-8.
- „Benötige Quartier für mich, Fahrer und Wagen“. Das Arbeitsumfeld des Parlamentarischen Rates in Bonn 1948/49. In: Bonner Heimat- und Geschichtsverein, Stadtarchiv Bonn (Hrsg.): Bonner Geschichtsblätter: Jahrbuch des Bonner Heimat- und Geschichtsvereins, ISSN 0068-0052, Band 57/58 (2007/2008), Bonn 2008, S. 441–470.
- Mittelpunkt des geistigen Lebens in der Bundeshaupt- und Universitätsstadt: Planungen zur neuen Bonner Universitätsbibliothek (1949–1955) im Kontext der Hauptstadtpolitik des Landes Nordrhein-Westfalen. In: Rheinische Vierteljahrsblätter, Jahrgang 73, 2009, S. 226–236. (online)
- Bierbaum-Proenen 1929–1952: Ein Familienunternehmen während Weltwirtschaftskrise, Nationalsozialismus und Wiederaufbau. J.P. Bachem Verlag, Köln 2012, ISBN 978-3-7616-2606-1.
- Unternehmer im Nationalsozialismus. Das Beispiel Hans Ringsdorff. In: Godesberger Heimatblätter: Jahresheft des Vereins für Heimatpflege und Heimatgeschichte Bad Godesberg e. V., ISSN 0436-1024, Heft 50 (2012), Verein für Heimatpflege und Heimatgeschichte Bad Godesberg, Bad Godesberg 2013, S. 171–192.
- Zwischen Patriotismus und Überlebenskampf. Die Bonner Wirtschaft im Ersten Weltkrieg. In: Dominik Geppert, Norbert Schloßmacher (Hrsg.): Der Erste Weltkrieg in Bonn. Die Heimatfront 1914–1918 (=Veröffentlichungen des Stadtarchivs Bonn, Band 72; Bonner Heimat- und Geschichtsverein, Stadtarchiv Bonn: Bonner Geschichtsblätter: Jahrbuch des Bonner Heimat- und Geschichtsvereins, ISSN 0068-0052, Band 65/66), 2016, S. 189–214.